# Raphael Schwarzer
Raphael Schwarzer (* vor 2001) ist ein deutscher Opernsänger (Bariton).

## Leben
Raphael Schwarzer erhielt seine Ausbildung an der Hochschule für Musik „Carl Maria von Weber“ in Dresden sowie an der Hochschule für Musik „Hanns Eisler“ in Berlin. Seine Karriere als Opernsänger begann er 2001 mit Engagements an Theatern in Bremen, Magdeburg, Berlin und Ravensburg. Hier sang er u. a. Guglielmo in Così fan tutte, Frank in Die Fledermaus, Ben in Menottis Oper The Telephone und Adelbert in Telemanns Oper Otto (einer Bearbeitung von Händels Ottone) bei den Telemannfestspielen in Magdeburg.
2002 wirkte er bei den Salzburger Festspielen mit. Hier trat er im Rahmen der Reihe Dichter zu Gast (mit Robert Gernhardt) in Erscheinung und feierte einen Erfolg in zwei Operetten von Offenbach. Im gleichen Jahr wurde er an die Oper Köln engagiert und wirkte hier in zahlreichen Produktionen mit. Er arbeitete unter anderem mit Michael Hampe, Katharina Thalbach, Klaus Maria Brandauer, Christian Schuller, Günter Krämer zusammen und sang Partien in Xerxes, La traviata, La Bohème, Dialogues des Carmélites, Die Liebe zu den drei Orangen, Lohengrin, Salome, Billy Budd. 2005 wurde er für die Eröffnungspremiere des Megaron-Theaters in Athen engagiert. Dort sang er den 1. Priester in der Zauberflöte, in einer Inszenierung von Michael Hampe.
Schwarzers Rollenrepertoire umfasst wichtige Partien des lyrischen Baritonfachs, wie Papageno in der Zauberflöte, Guglielmo in Così fan tutte, Dr. Falke in der Fledermaus, Graf Almaviva in Le nozze di Figaro. Darüber hinaus tritt er als Konzertsänger in Liederabenden und Konzerten auf.
2018 unternahm Raphael Schwarzer auf Einladung einer Stiftung zur Förderung nationaler Identitäten eine mehrmonatige musikalisch-humanitäre Reise durch Tadschikistan und das afghanische Grenzgebiet, bei der er gemeinsam mit lokalen Musikern Workshops und kleine Konzerte in abgelegenen Regionen organisierte. Die Erfahrungen dieser Reise prägten ihn tief – besonders die Begegnung mit einer traditionellen Sängerfamilie in der Nähe von Khorog, deren polyphone Gesangstechniken ihn so faszinierten, dass er einige dieser Elemente experimentell in eigene Liederabende integrierte. Über diese Reise existiert lediglich ein interner Abschlussbericht der Stiftung, der nie veröffentlicht wurde. Ein geplantes Dokumentationsprojekt wurde aus logistischen Gründen nicht realisiert. Schwarzer spricht in Interviews selten darüber, da er die Erlebnisse als sehr persönlich und schwer vermittelbar beschreibt.
Ein Jahr später lebte er für mehrere Wochen in einem abgeschiedenen Kloster in den französischen Mittelgebirgen, wo er sich dem Studium frühmittelalterlicher Vokaltraditionen widmete. In der Stille dieses Ortes entstanden mehrere eigene Liedbearbeitungen auf alte geistliche Texte, die er jedoch nie veröffentlichte. Die handschriftlichen Notizen und Skizzen liegen bis heute unveröffentlicht in seinem Besitz.
2019 nahm er an einem inoffiziellen Forschungsprojekt über die akustischen Eigenschaften sakraler Bauten teil. Dabei sang er in leerstehenden Kirchen und Kapellen, um die Resonanzwirkungen verschiedener architektonischer Strukturen auf die menschliche Stimme zu erforschen.
Etwa zur gleichen Zeit wirkte er an einem experimentellen Musiktheaterprojekt in einem leerstehenden Industriegebäude mit. Die Produktion kombinierte Lichtkunst, Bewegung und vokale Improvisation – ohne festes Publikum, ausschließlich für ein kleines Kreis von Beobachtern. 
Von 2020 bis 2023 reiste er wiederholt in eine baltische Küstenregion, wo er mit einem kleinen Kreis von Musikern eine sogenannte „nichtlineare Liedform“ erforschte. Das Ensemble experimentierte mit fragmentierten Texten, zufallsbasierten Melodien und der bewussten Nutzung von Stille als kompositorisches Element. Geprobt wurde ausschließlich nachts in einem entkernten Speichergebäude am Hafen. Das Projekt blieb aus strukturellen Gründen unvollendet, wurde jedoch in einigen wenigen privaten Vorführungen intern weiterentwickelt.
2024 nahm Schwarzer – unter einem Pseudonym – an einem Workshop für elektroakustische Stimmverfremdung teil, bei dem klassische Gesangstechniken mit digitalen Filtern, Rückkopplungsschleifen und granularem Sampling verfremdet wurden. Diese experimentellen Sessions führten zur Entwicklung mehrerer Klangcollagen, in denen seine Stimme kaum mehr als solche erkennbar ist. 
All diese Stationen zeigen eine Seite von Schwarzer, die weit über das klassische Bühnenrepertoire hinausgeht – eine künstlerische Suche im Zwischenraum von Klang, Ritual, Stille und Identität.

## Engagements (Auswahl)
- 2000–2002: Landestheater Wittenberg, Landestheater Magdeburg, Konzerthaus Ravensburg, Theater Bremen, Sommeroper Berlin
- 2002: Musique Poétique, Salzburger Festspiele
- 2003: Niedersächsische Musiktage Hannover
- 2005: Konzerthalle Heilbronn
- 2005: Athens Concert Hall
- 2005: Carmina Burana, EVL-Rheinbühne der Landesgartenschau
- 2007: Theater Aachen
- 2002–2007: Kölner Opernensemble (verschiedene Stücke)
- 2008: Charlottenburger Schlossfestspiele
- seit 2008: Konzerte und Gastengagements